# Рено (команда Формули-1)
Рено (повна назва — англ. Renault Sport Formula One Team) — команда Формули-1. Створена для участі в автоперегонах «Формули-1» у 1977 році. Однак і до цього французька компанія активно брала участь в автоспорті — перший в історії перегонів Гран-прі (Франції 1906 року) було виграно на автомобілі «Рено». У 2001 році компанія «Рено» відновила повноцінну участь у чемпіонаті світу FIA Формула-1, викупивши команду Benetton.
У 2005 і 2006 роках команда Renault F1 Team вигравала чемпіонат світу, а її гонщику — іспанцеві Фернандо Алонсо — діставався титул в особистому заліку.
У грудні 2009 року власником команди Renault F1 Team стала компанія Gravity Sport Management.
Повна назва команди з 2007 по 2009 рік — ING Renault F1 Team. У 2010 році команда називалася Renault F1 Team. У 2011 році команда отримала назву Lotus Renault GP. В кінці 2011 року акціонером команди стала компанія Lotus Cars, відбулося перейменування в Lotus F1 Team, хоча до кінця сезону було збережено ім'я конструктора. З 2012 року Рено займалася тільки постачанням двигунів для команд чемпіонату. Після Гран-прі Абу-Дабі 2015 року було оголошено, що після виплати боргів Lotus F1 Team команда буде куплена автоконцерном Renault і знову стане заводським колективом.
Як постачальник силових агрегатів, Рено посприяла успіху цілої низки інших команд. Французи поставляли двигуни колективам Williams (1989—1997, 2012—2013), Benetton (1995—1997, 2001) і Red Bull (2007—2015), які також досягали найвищих результатів в різні сезони. За всю історію, з моторами Рено було здобуто понад 160 перемог в гонках «Формули-1».

## Історія

### 1977—1985: Équipe Renault Elf

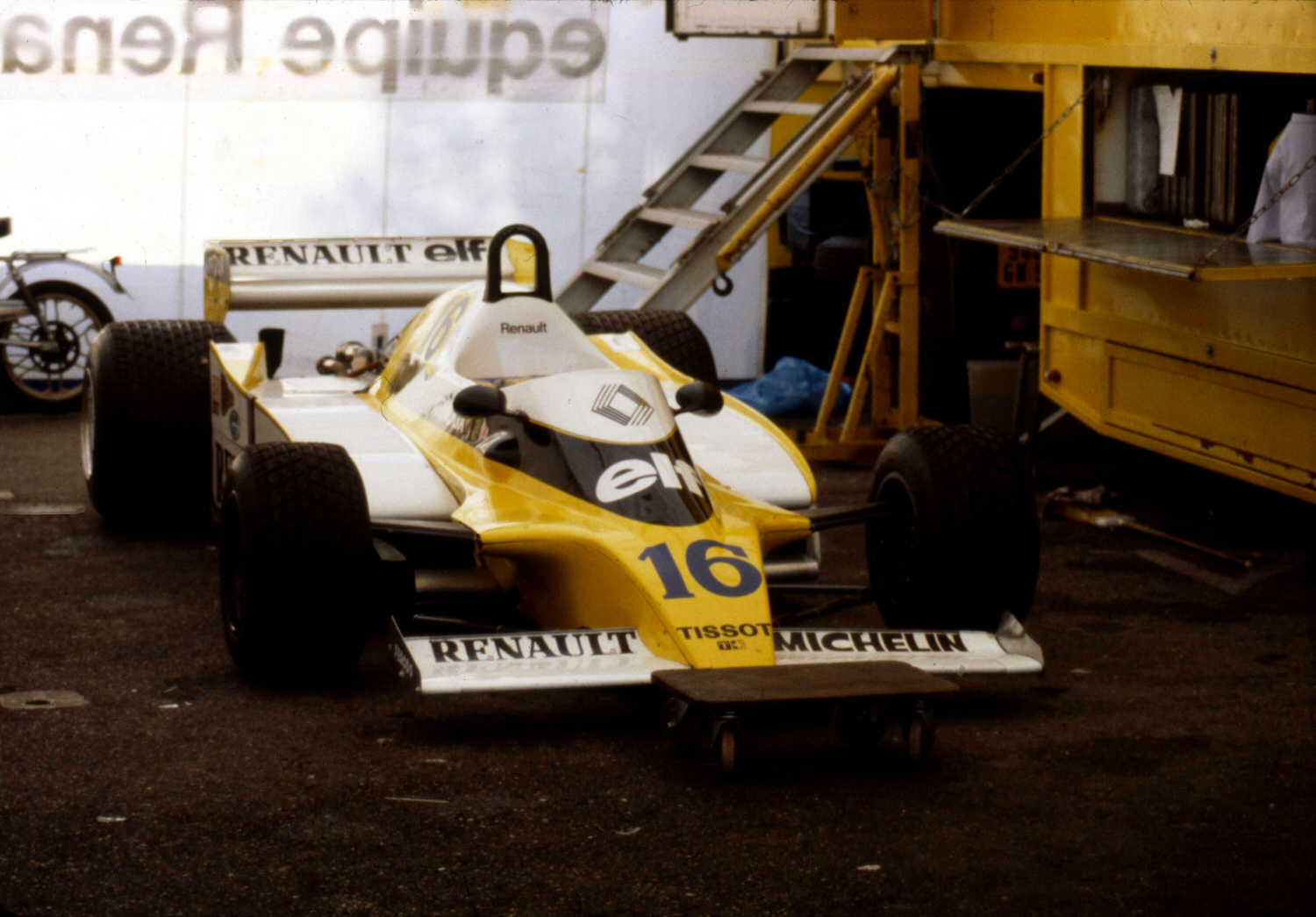
Renault RS10 (1979)

Компанія дебютувала в «Формулі-1», як французький національний проект — в команді виступали французькі гонщики, машини оснащувалися шинами французької компанії Michelin, спонсором був французький нафтовий концерн Elf Aquitaine. Команда зробила ставку на турбований двигун V6 об'ємом в півтора літра, який відрізнявся високою потужністю, але низькою надійністю (наприклад, в сезоні 1979 року команда завоювала 6 поулів і лише одну перемогу). Проте, в сезоні 1983 року команда посіла друге місце в Кубку Конструкторів, а Ален Прост — друге місце в особистому заліку, програвши чемпіонський титул на останньому етапі після сходу через проблеми з турбіною. Після цього результати пішли на спад, і компанія покинула чемпіонат. Слід зазначити, що сучасна команда не має прямого відношення до історичної команді Renault і її колективу.

### 1989—1997: Постачання двигунів
У сезонах 1989—1997 року формульна програма Renault полягала в постачанні двигунів для провідних команд Формули-1. З двигунами Renault RS03 — RS09 команди Williams і Benetton 6 разів поспіль (1992—1997) вигравали Кубок Конструкторів. Після цього компанія згорнула виробництво двигунів. Williams і Benneton продовжували використовувати по суті старі двигуни Renault під назвами Supertec, Mecachrome, Playlife до 2000 року включно.

### 2002—2010: Renault F1 Team
16 березня 2000 концерн Рено викупив команду Бенеттон за 120 млн доларів. Формально назва була змінена в 2002 році. Команда фінішувала на 4-му місці, завоювавши неофіційний титул «кращої серед інших» (не топ-команд), в наступному сезоні також зайняла 4-е місце, зумівши, проте, наблизитися до Ferrari, McLaren і Williams змогла, в 2004-му зайняла 3-е місце, а в 2005-му виграла і чемпіонат світу, і Кубок конструкторів. У 2006-му команда повторила свій успіх.
У 2007 році команду покинув дворазовий чемпіон світу Фернандо Алонсо, і сезон видався невдалим — лише третє місце в Кубку Конструкторів (об'єктивно, Renault стала лише четвертою за силою командою чемпіонату, але зайняла 3 місце після дискваліфікації команди McLaren). Пілоти команди Хейккі Ковалайнен і Джанкарло Фізікелла зайняли лише 7 і 8 місця в особистому заліку.
В результаті, Флавіо Бріаторе повністю оновив склад команди в 2008 році. У команду повернувся Фернандо Алонсо, а місце другого пілота зайняв син триразового чемпіона світу Нельсона Піке Нельсон Піке-молодший. У 2008 році Фернандо Алонсо зміг всього двічі піднятися на найвищу сходинку подіуму — в Сінгапурі і в Японії. Однак 2009 рік виявився ще важчий. І якщо Алонсо все-таки стабільно набирав очки, то рахунок Піке після десяти Гран-прі так і не був відкритий. Бріаторе звільнив Нельсона Піке-молодшого. Звільнений пілот звинуватив керівника своєї колишньої команди в тому, що той змусив гонщика на Гран-прі Сінгапуру в 2008 році здійснити навмисне аварію, яка допомогла перемогти Фернандо Алонсо, першому пілотові ING Renault F1 Team. Розслідування підтвердило винність керівника команди Флавіо Бріаторе і її головного інженера Пета Сімондса. І Бріаторе, і Сімондсу було заборонено працювати у Формулі-1. Після закінчення сезону покинув команду і її перший пілот, Фернандо Алонсо.
У 2009 році в результаті скандалу навколо Гран-прі Сінгапуру 2008 року ING припиняє співпрацю з командою. Відтепер назва команди «Renault F1 Team». Genii Capital викуповує 75 % акцій команди. У зв'язку з втратою титульного спонсора команда змінила свої кольори в 2010 році і повернулася до історичної чорно-жовтого розфарбування.
У 2010 році керівником команди був призначений Ерік Бульє. Першим пілотом і лідером команди, замість Фернандо Алонсо, взяли Роберта Кубіцу, а на місці другого в складі команди дебютував перший російський гонщик у Формулі-1 — Віталій Петров.
В кінці 2010 року малайзійський концерн Proton (якому належить британський автовиробник Lotus Cars) став титульним спонсором команди і в 2011 році вона буде називатися Lotus Renault GP. Таким чином з 2011 року Renault повністю припиняє свої виступи у Формулі-1 як команда і переходить на роль мотористів. Цікаво, що боліди іншої команди Lotus Racing (яка з 2011 року буде виступати під історичним ім'ям Team Lotus) також будуть оснащуватися моторами Renault.

### 2011: Останній сезон
У сезоні 2011 року за Lotus Renault GP повинні були виступати Віталій Петров і Роберт Кубіца, проте Кубіца потрапив в серйозну аварію під час лютневих виступів у ралі, тому його замінив Нік Хайдфельд. На презентації боліда 2011 року було оголошено про укладення контрактів резервних пілотів з Бруно Сенною і Романом Грожаном. У першому Гран-прі сезону — Австралії — Віталій Петров фінішував на подіумі, посівши 3 місце. Перед Гран-прі Бельгії команда уклала спонсорські угоди з бразильськими спонсорами і оголосила, що Ніка Хайдфельда замінить Бруно Сенна. Бразильський пілот підписав контракт на два етапи чемпіонату.

#### Конфлікт навколо назви «Лотус» і перейменування команди
У сезоні 2011 року компанія Lotus Cars стала титульним спонсором команди і її повна назва стало Лотус Рено Гран-прі (Lotus Renault GP) через що в чемпіонаті склалася ситуація, коли в назвах відразу двох команд присутній Лотус, перша — малайська команда Тім Лотус зразка 2011 року (Team Lotus), що належить Тоні Фернандес, а друга — колишня заводська команда Рено.
В кінці сезону між командами було вирішено спір навколо того, яка з команд буде називатися Лотус. У підсумку команда Фернандеса була перейменована в Катерхем (Caterham F1 Team), а команда Рено — в Лотус (Lotus F1 Team).

### 2016— 2020: Renault Sport Formula One Team
28 вересня 2015 року Renault Sport F1 оголосила про підписання договору між Renault Group і Gravity Motorsports, що належить Genii Capital, про наміри покупки команди Lotus F1 (яка належала Renault до 2010 року) протягом наступних тижнів для виступу в сезоні 2016 як Renault Sport Formula One Team. 3 грудня 2015 року Renault підтвердила придбання Lotus F1 Team і підготовку до сезону 2016, а також анонсувала презентацію на початку 2016 року, на якій будуть представлені пілотський склад і загальна структура команди.
3 лютого 2016 року Renault представила тестову ліврею автомобіля на цей сезон, Renault R.S.16, і затвердили Кевіна Магнуссена і Джоліона Палмера в якості бойових пілотів, а також чемпіона GP3 2015 року Естебана Окона як резервного пілота.
2016 рік вийшов досить важким для Renault. Машина була занадто повільною і ненадійною через реструктуризацію команди. Перші очки команді приніс Магнуссен на Гран-прі Росії, посівши сьоме місце. Після цього команда пережила довгу серію вік-ендів, коли не могла набрати жодного очка. У завершальній третині сезону кожному з пілотів Renault вдалося по разу зачепитися за десяте місце, спочатку це зробив Магнуссен на Гран-прі Сінгапуру, а потім і Палмер в Малайзії. За підсумками сезону Renault набрали всього 8 очок, цей результат дозволив команді з Енстоуна зайняти дев'яте місце з одинадцяти.
Перед початком сезону 2017 року у пілотському складі команди відбулися перестановки. 14 жовтня 2016 року Renault оголосили про трирічний контракті з німецьким гонщиком Ніко Хюлькенбергом. Згодом, Кевін Магнуссен покинув команду і перейшов в Haas, завдяки цьому місце другого пілота збереглося за Джоліону Палмером. В цілому, цей сезон складався для Renault значно краще за попередній. Основним показником зростання команди є її місце в заліку конструкторів. За підсумками сезону Renault Sport F1 Team зайняли 6 місце, на їхньому рахунку було 57 очок, а позаду них виявилися такі команди як Toro Rosso, Haas, McLaren і Sauber.
Ніко Хюлькенберг продовжив виступи за Renault в 2018 році. Після приєднання до команди в кінцівці минулого сезону, Карлос Сайнс залишився другим пілотом Renault в 2018. Команда представила свій новий болід через інтернет 20 лютого 2018 року, він отримав індекс R.S.18. На відміну від минулих двох сезонів, Renault вже в першій гонці року набрали очки. Цікаво, що обидві машини змогли закінчити Гран-прі Австралії в очковій зоні, що сталося для цього конструктора вперше з 2011 року. Прогрес Renault був очевидний, команда стабільно набирала очки, що дозволяло їй триматися на четвертій позиції в заліку конструкторів. Основними конкурентами французької команди в цьому сезоні були Force India, Haas і McLaren. У підсумку, сезон 2018 року Renault закінчили на четвертому місці в командному заліку, в їх активі було 122 очка.
3 серпня 2018 року стало відомо, що пілот Red Bull Даніель Ріккардо приєднається до Renault і стане напарником Хюлькенберга в 2019 році, таким чином замінивши Карлоса Сайнса. Сам же Сайнс перейде в McLaren. У грудні 2018 було оголошено, що команда повертає стару назву і в сезоні 2019 року буде виступати як Renault F1 Team.

## Результати виступів
| Сезон                                                                  | Шасі   | Двигун                    | Шини | Пілоти              | 1    | 2    | 3    | 4    | 5    | 6    | 7    | 8    | 9    | 10   | 11   | 12   | 13   | 14   | 15  | 16   | 17   | 18   | 19   | 20   | 21   | Місце | Очки |
| ---------------------------------------------------------------------- | ------ | ------------------------- | ---- | ------------------- | ---- | ---- | ---- | ---- | ---- | ---- | ---- | ---- | ---- | ---- | ---- | ---- | ---- | ---- | --- | ---- | ---- | ---- | ---- | ---- | ---- | ----- | ---- |
| 2009                                                                   | R29    | Renault RS27 2,4 V8       | B    |                     | AUS  | MAL  | CHN  | BHR  | ESP  | MON  | TUR  | GBR  | GER  | HUN  | EUR  | BEL  | ITA  | SIN  | JPN | BRA  | ABU  |      |      |      |      | 5     | 122  |
| 2009                                                                   | R29    | Renault RS27 2,4 V8       | B    | Фернандо Алонсо     | 5    | 17   | 5    | 8    | 5    | 7    | 10   | 14   | 7    | Схід | 6    | Схід | 5    | 3    | 10  | Схід | 14   |      |      |      |      | 5     | 122  |
| 2009                                                                   | R29    | Renault RS27 2,4 V8       | B    | Нельсон Анжело Піке | Схід | 13   | 16   | 10   | 12   | Схід | 16   | 12   | 13   | 12   |      |      |      |      |     |      |      |      |      |      |      | 5     | 122  |
| 2009                                                                   | R29    | Renault RS27 2,4 V8       | B    | Роман Грожан        |      |      |      |      |      |      |      |      |      |      | 15   | Схід | 15   | Схід | 16  | 13   | 18   |      |      |      |      | 5     | 122  |
| 2010                                                                   | R30    | Renault RS27 2,4 V8       | B    |                     | BHR  | AUS  | MAL  | CHN  | ESP  | MON  | TUR  | CAN  | EUR  | GBR  | GER  | HUN  | BEL  | ITA  | SIN | JPN  | KOR  | BRA  | ABU  |      |      | 5     | 181  |
| 2010                                                                   | R30    | Renault RS27 2,4 V8       | B    | Роберт Кубіца       | 11   | 2    | 4    | 5    | 8    | 3    | 6    | 7    | 5    | Схід | 7    | Схід | 3    | 8    | 7   | Схід | 5    | 9    | 5    |      |      | 5     | 181  |
| 2010                                                                   | R30    | Renault RS27 2,4 V8       | B    | Віталій Петров      | Схід | Схід | Схід | 7    | 11   | 13   | 15   | 17   | 14   | 13   | 10   | 5    | 9    | 13   | 11  | Схід | Схід | 16   | 6    |      |      | 5     | 181  |
| 2011                                                                   | R31    | Renault RS27 2,4 V8       | P    |                     | AUS  | MAL  | CHN  | TUR  | ESP  | MON  | CAN  | EUR  | GBR  | GER  | HUN  | BEL  | ITA  | SIN  | JPN | KOR  | IND  | ABU  | BRA  |      |      | 9     | 27   |
| 2011                                                                   | R31    | Renault RS27 2,4 V8       | P    | Нік Гайдфельд       | 12   | 3    | 12   | 7    | 8    | 8    | Схід | 10   | 8    | Схід | Схід |      |      |      |     |      |      |      |      |      |      | 9     | 27   |
| 2011                                                                   | R31    | Renault RS27 2,4 V8       | P    | Бруно Сенна         |      |      |      |      |      |      |      |      |      |      | тест | 13   | 5    | 15   | 16  | 13   | 12   | 16   | 17   |      |      | 9     | 27   |
| 2011                                                                   | R31    | Renault RS27 2,4 V8       | P    | Віталій Петров      | 3    | 17   | 9    | 8    | 11   | Схід | 5    | 15   | 12   | 10   | 12   | 9    | Схід | 17   | 9   | Схід | 11   | 13   | 10   |      |      | 9     | 27   |
| 2012 — 2015: Renault не брала участі в Формулі-1 як заводська команда. |        |                           |      |                     |      |      |      |      |      |      |      |      |      |      |      |      |      |      |     |      |      |      |      |      |      |       |      |
| 2016                                                                   | R.S.16 | Renault RE16 1,6 V6T      | P    |                     | AUS  | BHR  | CHN  | RUS  | ESP  | MON  | CAN  | EUR  | AUT  | GBR  | HUN  | GER  | BEL  | ITA  | SIN | MAL  | JPN  | USA  | MEX  | BRA  | ABU  | 6     | 78   |
| 2016                                                                   | R.S.16 | Renault RE16 1,6 V6T      | P    | Кевін Магнуссен     | 12   | 11   | 17   | 7    | 15   | Схід | 16   | 14   | 14   | 17   | 15   | 16   | Схід | 17   | 10  | Схід | 14   | 12   | 17   | 14   | Схід | 6     | 78   |
| 2016                                                                   | R.S.16 | Renault RE16 1,6 V6T      | P    | Джоліон Палмер      | 11   | НС   | 22   | 13   | 13   | Схід | Схід | 15   | 12   | Схід | 12   | 19   | 15   | Схід | 15  | 10   | 12   | 13   | 14   | Схід | 17   | 6     | 78   |
| 2017                                                                   | R.S.17 | Renault R.E.17 1,6 V6T    | P    |                     | AUS  | CHN  | BHR  | RUS  | ESP  | MON  | CAN  | AZE  | AUT  | GBR  | HUN  | BEL  | ITA  | SIN  | MAL | JPN  | USA  | MEX  | BRA  | ABU  |      | 9     | 30   |
| 2017                                                                   | R.S.17 | Renault R.E.17 1,6 V6T    | P    | Ніко Хюлькенберг    | 11   | 12   | 9    | 8    | 6    | Схід | 8    | Схід | 13   | 6    | 17   | 6    | 13   | Схід | 16  | Схід | Схід | Схід | 10   | 6    |      | 9     | 30   |
| 2017                                                                   | R.S.17 | Renault R.E.17 1,6 V6T    | P    | Джоліон Палмер      | Схід | 13   | 13   | Схід | 15   | 11   | 11   | Схід | 11   | НС   | 12   | 13   | Схід | 6    | 15  | 12   |      |      |      |      |      | 9     | 30   |
| 2017                                                                   | R.S.17 | Renault R.E.17 1,6 V6T    | P    | Карлос Сайнс        |      |      |      |      |      |      |      |      |      |      | Схід |      |      |      |     |      | 6    | Схід | 11   | Схід |      | 9     | 30   |
| 2018                                                                   | R.S.18 | Renault R.E.18 1,6 V6T    | P    |                     | AUS  | BHR  | CHN  | AZE  | ESP  | MON  | CAN  | FRA  | AUT  | GBR  | GER  | HUN  | BEL  | ITA  | SIN | RUS  | JPN  | USA  | MEX  | BRA  | ABU  | 6     | 62   |
| 2018                                                                   | R.S.18 | Renault R.E.18 1,6 V6T    | P    | Ніко Хюлькенберг    | 7    | 6    | 6    | Схід | Схід | 8    | 7    | 9    | Схід | 6    | 5    | 12   | Схід | 13   | 10  | 12   | Схід | 5    | 6    | Схід | Схід | 6     | 62   |
| 2018                                                                   | R.S.18 | Renault R.E.18 1,6 V6T    | P    | Карлос Сайнс        | 10   | 11   | 9    | 5    | 7    | 10   | 8    | 8    | 12   | Схід | 12   | 9    | 11   | 8    | 8   | 17   | 10   | 7    | Схід | 12   | 6    | 6     | 62   |
| 2019                                                                   | R.S.19 | Renault E-Tech 19 1,6 V6T | P    |                     | AUS  | BHR  | CHN  | AZE  | ESP  | MON  | CAN  | FRA  | AUT  | GBR  | GER  | HUN  | BEL  | ITA  | SIN | RUS  | JPN  | MEX  | USA  | BRA  | ABU  | 5     | 91   |
| 2019                                                                   | R.S.19 | Renault E-Tech 19 1,6 V6T | P    | Данієль Ріккардо    | Схід | 18   | 7    | Схід | 12   | 9    | 6    | 11   | 12   | 7    | Схід | 14   | 14   | 4    | 14  | Схід | ДСК  | 8    | 6    | 6    | 11   | 5     | 91   |
| 2019                                                                   | R.S.19 | Renault E-Tech 19 1,6 V6T | P    | Ніко Хюлькенберг    | 7    | 17   | Схід | 14   | 13   | 13   | 7    | 8    | 13   | 10   | Схід | 12   | 8    | 5    | 9   | 10   | ДСК  | 10   | 9    | 15   | 12   | 5     | 91   |
| Джерело:                                                               |        |                           |      |                     |      |      |      |      |      |      |      |      |      |      |      |      |      |      |     |      |      |      |      |      |      |       |      |

*сезон триває